# Nita Naldi
Nita Naldi, nome d'arte di Nonna Dooley (New York, 13 novembre 1894 – New York, 17 febbraio 1961), è stata un'attrice statunitense attiva all'epoca del muto. Fu una delle attrici di maggior successo a Hollywood durante i ruggenti anni venti, spesso scritturata nel ruolo della Femme fatale, uno stereotipo reso originariamente popolare dall'attrice Theda Bara.

## Biografia

### Giovinezza
Nacque a new York in una famiglia proletaria di origine irlandese. Prese il nome da una prozia, Mary Nonna Dunphy, che aveva fondato l'Academy of the Holy Angels di Fort Lee nel New Jersey, scuola che iniziò a frequentare nel 1910. Nello stesso anno, il padre abbandonò la famiglia, mentre la madre morì nel 1915. Costretta ad occuparsi di un fratello e una sorella minori, la Naldi dovette iniziare a cercarsi un lavoro. Tentò così gli impieghi più varî, come la modella per artisti e sarti. Infine, entrò in una compagnia di vaudeville insieme al fratello Frank. Verso il 1918 debuttò a Broadway come ballerina di fila al Winter Garden, nello spettacolo The Passing Show of 1918. Ottenne così altre scritture e presto riuscì ad entrare nelle Ziegfeld Follies, edizione del 1919. Fu in quel periodo che cambiò il proprio nome in Nita Naldi. Il cognome Naldi lo scelse in omaggio alla sua amica d'infanzia Florence Rinaldi.
Continuò così a lavorare a Broadway e, dopo un'interpretazione in Bonehead che aveva avuto una buona accoglienza, le venne offerto un provino con il celebre produttore William A. Brady, che decise di scritturarla per il suo spettacolo Opportunity del 1920.

### La carriera cinematografica

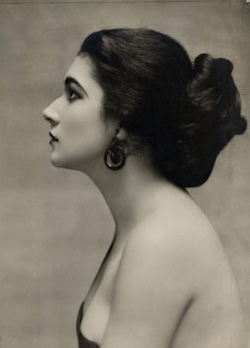
Nita Naldi (1922)

Le venne offerto di prendere parte a un cortometraggio con il comico scozzese Johnny Dooley (nonostante il cognome, nessuna parentela tra i due), ma abbandonò il set quando si accorse che l'attore stava tentando di intrecciare una relazione sia con lei che con un'altra donna. Le venne quindi offerta una parte in A Divorce of Convenience, con Owen Moore. Ottenne diversi piccoli ruoli in produzioni indipendenti prima di essere ingaggiata per Dr. Jekyll e Mr. Hyde con John Barrymore. Il ruolo fece crescere la reputazione dell'attrice e lei e Barrymore, che la soprannominò affettuosamente Dumb Duse (It. La Duse muta), rimasero amici per molti anni.
La Naldi fu quindi scelta dallo scrittore Vicente Blasco Ibáñez per interpretare Dona Sol nel suo film Sangue e arena, ruolo per il quale firmò un contratto con la Famous Players-Lasky. Fu la prima volta in cui recitò al fianco del divo Rodolfo Valentino: il film ottenne uno straordinario successo e fu decisivo nel conferire alla Naldi l'immagine di vamp che l'avrebbe accompagnata per il resto della vita. Lei e l'attore italiano non ebbero mai una relazione sentimentale e l'attrice fu una delle poche a diventare amica della moglie di Valentino, Natacha Rambova, anche se l'amicizia finì per guastarsi quando la Rambova e Valentino divorziarono.
In quel periodo Nita Naldi posò per il celebre artista Alberto Vargas, famoso per i suoi quadri di pin-up, che la ritrasse in topless vicino al busto di un folletto.
Quando Valentino decise di continuare il suo sciopero personale contro la casa di produzione (evitando di comparire in nuovi film), la Naldi interpretò numerose pellicole, di importanza crescente, per la Famous Players, tra cui I dieci comandamenti (1923) di Cecil B. DeMille. Valentino alla fine tornò sulle scene risolvendo i propri problemi contrattuali, e la Naldi si unì a lui nel suo ultimo celebre film per la Famous Players-Lasky, l'oggi perduto Notte nuziale (1924), lasciando però la compagnia poco dopo.
Nel 1924, Nita Naldi e i coniugi Valentino fecero un viaggio in Francia per fare alcune ricerche in previsione del film The Hooded Falcon. Il film non venne mai realizzato ma, tornati in California, girarono invece Cobra (1925); il film non ottenne una buona accoglienza e fu l'ultimo in cui lei e Valentino recitarono insieme.
In quel periodo il matrimonio dei Valentino stava per finire e, dopo che l'attore ebbe firmato un contratto con la United Artists, fece bandire la Rambova dal set. Alla donna, come consolazione, venne data l'opportunità di girare un suo film, What Price Beauty?, a cui prese parte anche la Naldi. Il film ebbe problemi di distribuzione e all'epoca passò abbastanza inosservato; lo si ricorda soprattutto perché fu la pellicola di debutto dell'attrice Myrna Loy.
Ultimate le riprese del film di Dorothy Gish Do Clothes Make the Pirate?, la Naldi partì per la Francia per una breve vacanza, durante la quale sposò J. Searle Barclay. Nonostante le voci che parlavano di un suo ritiro, lavorò ancora in diversi film tra cui la prima regia di
Alfred Hitchcock, 'Pleasure garden" dove interpreta il ruolo di una indigena dei mari del sud. Prima di ritirarsi girò quindi due film in Francia e uno in Italia. Nonostante la sua voce e la sua dizione fossero discrete, Nita Naldi non girò mai un film sonoro.

### Il declino
Nel 1932 La Naldi dovette dichiarare bancarotta. L'anno seguente tornò sul palcoscenico con Queer People e The Firebird; la stampa era stata sempre critica e mordace riguardo al suo peso fin dal 1924, ma questa volta le recensioni furono particolarmente severe, tanto che l'attrice decise di intentare causa contro un quotidiano chiedendo un risarcimento di 500.000 dollari, causa che però venne abbandonata nel 1938.
Nel 1942 venne presa in considerazione per far parte del cast del film Per chi suona la campana, ma alla fine non ebbe il ruolo. Non girò mai più film. Nello stesso anno iniziò a comparire in uno spettacolo di varietà a New York insieme a Mae Murray, dove recitava nel poema di Rudyard Kipling del 1897 A Fool There Was.
Nel 1952 ottenne un ruolo di rilievo nello spettacolo teatrale In Any Language, al fianco della stella del palcoscenico Uta Hagen. Nel 1956 istruì Carol Channing su come interpretare il ruolo della vamp in previsione di un nuovo musical intitolato, appunto Vamp!. La Channing, grazie a quel ruolo, venne candidata al titolo di miglior attrice di musical dell'anno.

## Vita privata
Nel 1923, dopo il trionfo di Sangue e arena, la Naldi venne indicata come responsabile del divorzio dell'allora cinquantaquattrenne miliardario J. Searle Barclay dalla moglie, con la quale era sposato da sedici anni. Barclay e la Naldi si erano incontrati nel 1919 mentre lei lavorava a teatro e avevano vissuto insieme a New York, con la sorella di lei, fin dal 1920. La coppia si sposò nel 1927 durante un viaggio in Francia. Lei era poi tornata negli Stati Uniti, da sola, nel 1931 e, poco dopo, aveva dichiarato bancarotta. La Naldi non parlò più pubblicamente di Barclay fino alla sua morte, sopraggiunta nel 1945; l'uomo era morto in miseria.
Nonostante i pettegolezzi contrari, Nita Naldi sostenne di non aver mai avuto relazioni sentimentali né con Valentino né con Barrymore. Non ebbe mai figli.
Trascorse i suoi ultimi anni di vita a New York. Morì a causa di un infarto nel suo appartamento a 63 anni. Fu sepolta nella tomba di famiglia al Calvary Cemetery, nel Queens.

## Riconoscimenti
Per il suo contributo allo sviluppo dell'industria cinematografica le è stata dedicata una stella sulla Hollywood Walk of Fame, al 6316 dell'Hollywood Boulevard.

## Galleria d'immagini

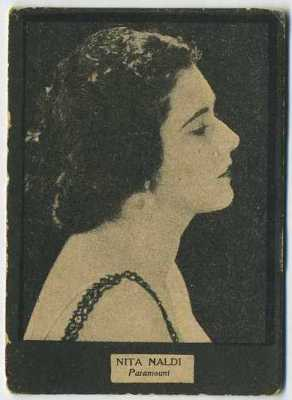
Cartolina pubblicitaria Paramount (1920)
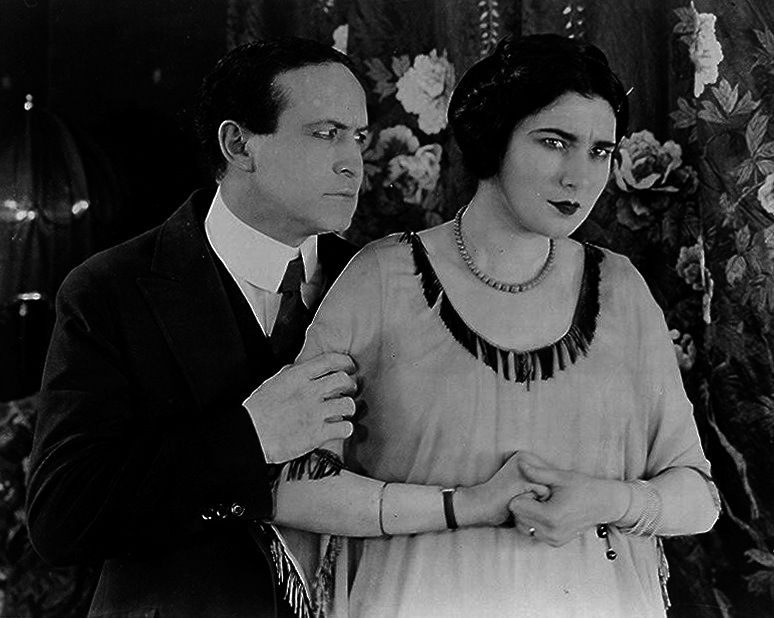
Con Harry Houdini in The Man from Beyond (1922)

## Filmografia
- Dr. Jekyll e Mr. Hyde, regia di John S. Robertson (1920)
- The Common Sin, regia di Burton L. King (1920)
- Life, regia di Travers Vale (1920)
- L'ultima porta (The Last Door), regia di William P.S. Earle (1921)
- A Divorce of Convenience, regia di Robert Ellis (1921)
- Giovinezza (Experience)', regia di George Fitzmaurice (1921)
- The Man from Beyond, regia di Burton L. King (1922)
- Sperduti sull'Oceano (Reported Missing), regia di Henry Lehrman (1922)
- Channing of the Northwest, regia di Ralph Ince (1922)
- Sangue e arena (Blood and Sand), regia di Fred Niblo (1922)
- The Snitching Hour, regia di Alan Crosling (1922)
- Anna Ascends, regia di Victor Fleming (1922)
- The Glimpses of the Moon, regia di Allan Dwan (1923)
- You Can't Fool Your Wife, regia di George Melford (1923)
- L'onesta segretaria (Lawful Larceny), regia di Allan Dwan (1923)
- Hollywood, regia di James Cruze (1923) - cameo, nella parte di sé stessa
- I dieci comandamenti (The Ten Commandments), regia di Cecil B. DeMille (1923)
- Don't Call It Love, regia di William C. deMille (1924)
- The Breaking Point, regia di Herbert Brenon (1924)
- Notte nuziale (A Sainted Devil), regia di Joseph Henabery (1924)
- The Lady Who Lied, regia di Edwin Carewe (1925)
- The Marriage Whirl, regia di Alfred Santell (1925)
- Clothes Make the Pirate, regia di Maurice Tourneur (1925)
- Cobra, regia di Joseph Henabery (1925)
- What Price Beauty?, regia di Tom Buckingham (1925)
- Il labirinto delle passioni (The Pleasure Garden), regia di Alfred Hitchcock (1925)
- The Miracle of Life, regia di Stanner E.V. Taylor (1926)
- The Unfair Sex, regia di Henri Diamant-Berger (1926)
- L'aquila della montagna (The Mountain Eagle), regia di Alfred Hitchcock (1925)
- La Femme nue, regia di Léonce Perret (1926)
- Maschera d'oro (Pratermizzi), regia di Gustav Ucicky e di Karl Leiter (1927)
- The Passion of Jekyll & Hyde, regia di H. Paul Moon, John S. Robertson (2019)

### Film e documentari su Nita Naldi
- A Trip to Paramountown, regia di Jack Cunningham - documentario (1922)
- Le dee dell'amore (The Love Goddesses) documentario, regia di Saul J. Turell - filmati di repertorio (1965)

## Spettacoli teatrali
- Follow the Girl (Broadway, 2 marzo 1918)
- The Passing Show of 1918 (Broadway, 25 luglio 1918)
- Aphrodite (Broadway, 24 novembre 1919)
- The Bonehead (Broadway, 12 aprile 1920)
- Opportunity (Broadway, 30 luglio 1920)
- Firebird (Broadway, 21 novembre 1932)
- Queer People (Broadway, 15 febbraio 1934)
- In Any Language (Broadway, 7 ottobre 1952)